# Tahnik
Il taḥnīk  (in arabo تَحْنِيكِ‎?) è un rito islamico consistente nel toccare le labbra di un neonato con miele, un liquido dolce o la pasta  di dattero. Originariamente il dattero era ammorbidito dalla masticazione eseguita dal padre e poi strofinato sul palato del piccolo.
La parola araba ḥanak (in arabo حنك‎?), pl. aḥnāk (in arabo احناك‎?), significa 'palato', e il sostantivo taḥnīk deriva da essa.
Alla pratica fece ricorso anche Maometto coi suoi nipoti nati da sua figlia Fāṭima e dal marito (cugino del Profeta) ʿAlī ibn Abī Ṭālib,  e, tra adulti, è un rito d'iniziazione sufi, per la báraka che comporterebbe.
Nei libri di Ḥadīth, il capitolo del Ṣaḥīḥ di Muslim ibn al-Hajjaj, il Kitāb al-Adab (in arabo كتاب الآداب‎?) "Libro della consuetudine", contiene gli estremi storici dell'origine del cerimoniale officiato dalla madre e dal padre del neonato:
"Ė raccomandato adempiere il taḥnīk nel giorno della nascita, perché il neonato sia poi una persona retta e, che i genitori a esso provvedano. Ė consentito dare il nome al neonato il giorno stesso della nascita ed è consigliato dargli come nome ʿAbd Allāh, Ibrāhīm, o il nome di un profeta qualsiasi"